# House of Lies/Episodenliste

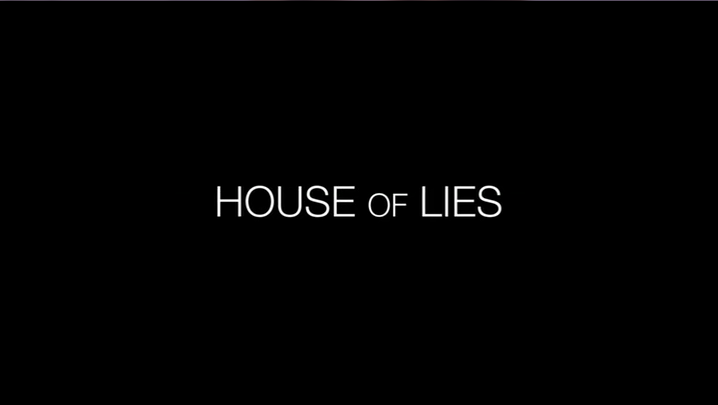
Logo zur Serie

Diese Episodenliste enthält alle Episoden der US-amerikanischen Comedyserie House of Lies, sortiert nach der US-amerikanischen Erstausstrahlung. Zwischen 2012 und 2016 entstanden in fünf Staffeln insgesamt 58 Episoden.

## Übersicht
| Staffel | Episodenanzahl | Erstausstrahlung USA | Erstausstrahlung USA | Deutschsprachige Erstausstrahlung | Deutschsprachige Erstausstrahlung |
| Staffel | Episodenanzahl | Staffelpremiere      | Staffelfinale        | Staffelpremiere                   | Staffelfinale                     |
| ------- | -------------- | -------------------- | -------------------- | --------------------------------- | --------------------------------- |
| 1       | 12             | 8. Januar 2012       | 1. April 2012        | 29. November 2012                 | 3. Januar 2013                    |
| 2       | 12             | 13. Januar 2013      | 7. April 2013        | 14. November 2013                 | 19. Dezember 2013                 |
| 3       | 12             | 12. Januar 2014      | 6. April 2014        | 11. November 2014                 | 16. Dezember 2014                 |
| 4       | 12             | 11. Januar 2015      | 29. März 2015        | 27. Oktober 2015                  | 1. Dezember 2015                  |
| 5       | 10             | 10. April 2016       | 12. Juni 2016        | 25. Oktober 2016                  | 22. November 2016                 |

## Staffel 1
Die Erstausstrahlung der ersten Staffel war vom 8. Januar bis zum 1. April 2012 auf dem US-amerikanischen Fernsehsender Showtime zu sehen. Die deutschsprachige Erstausstrahlung sendete der Sender AXN vom 29. November 2012 bis zum 3. Januar 2013.
| Nr. (ges.) | Nr. (St.) | Deutscher Titel        | Originaltitel                           | Erstausstrahlung USA | Deutschsprachige Erstausstrahlung (D) | Regie                | Drehbuch                                                   | Zuschauer (USA) |
| ---------- | --------- | ---------------------- | --------------------------------------- | -------------------- | ------------------------------------- | -------------------- | ---------------------------------------------------------- | --------------- |
| 1          | 1         | Die Bank zahlt alles   | Gods of Dangerous Financial Instruments | 8. Jan. 2012         | 29. Nov. 2012                         | Stephen Hopkins      | Matthew Carnahan                                           | 1,03 Mio.       |
| 2          | 2         | Amsterdam              | Amsterdam                               | 15. Jan. 2012        | 29. Nov. 2012                         | Stephen Hopkins      | Matthew Carnahan                                           | 0,89 Mio.       |
| 3          | 3         | Mikrophallus           | Microphallus                            | 22. Jan. 2012        | 6. Dez. 2012                          | Seith Mann           | Matthew Carnahan                                           | 0,72 Mio.       |
| 4          | 4         | Was würde Clooney tun? | Mini-Mogul                              | 29. Jan. 2012        | 6. Dez. 2012                          | Stephen Hopkins      | Handlung: Kate Garwood & Karin Gist Schauspiel: Karin Gist | 1,02 Mio.       |
| 5          | 5         | Verfluchtes Utah!      | Utah                                    | 5. Feb. 2012         | 13. Dez. 2012                         | Adam Bernstein       | David Walpert                                              | 0,83 Mio.       |
| 6          | 6         | Wirklich Wochenende?   | Our Descent Into Los Angeles            | 12. Feb. 2012        | 13. Dez. 2012                         | Stephen Hopkins      | Matthew Carnahan & Devon Shepard                           | 0,99 Mio.       |
| 7          | 7         | Weiße in Handschellen  | Bareback Town                           | 19. Feb. 2012        | 20. Dez. 2012                         | Miguel Arteta        | Barbara Nance                                              | 0,85 Mio.       |
| 8          | 8         | Vertrau Niemand!       | Veritas                                 | 4. März 2012         | 20. Dez. 2012                         | Stephen Hopkins      | Wesley S. Nickerson III                                    | 0,82 Mio.       |
| 9          | 9         | Unter der Lupe         | Ouroboros                               | 11. März 2012        | 27. Dez. 2012                         | Stephen Hopkins      | Matthew Carnahan                                           | 0,70 Mio.       |
| 10         | 10        | Vorspiel mit Nachspiel | Prologue and Aftermath                  | 18. März 2012        | 27. Dez. 2012                         | Beth McCarthy Miller | Karen Gist                                                 | 0,62 Mio.       |
| 11         | 11        | Große Geschäfte        | Business                                | 25. März 2012        | 3. Jan. 2013                          | Stephen Hopkins      | David Walpert                                              | 0,72 Mio.       |
| 12         | 12        | Der vergiftete Brunnen | The Mayan Apocalypse                    | 1. Apr. 2012         | 3. Jan. 2013                          | Matthew Carnahan     | Matthew Carnahan                                           | 0,77 Mio.       |

## Staffel 2
Die Erstausstrahlung der zweiten Staffel wurde vom 13. Januar bis zum 7. April 2013 auf dem US-amerikanischen Fernsehsender Showtime gesendet. Die deutschsprachige Erstausstrahlung sendete der Sender AXN vom 14. November bis zum 19. Dezember 2013.
| Nr. (ges.) | Nr. (St.) | Deutscher Titel          | Originaltitel                                  | Erstausstrahlung USA | Deutschsprachige Erstausstrahlung (D) | Regie            | Drehbuch                               | Zuschauer (USA) |
| ---------- | --------- | ------------------------ | ---------------------------------------------- | -------------------- | ------------------------------------- | ---------------- | -------------------------------------- | --------------- |
| 13         | 1         | Haben wir?               | Stochasticity                                  | 13. Jan. 2013        | 14. Nov. 2013                         | Stephen Hopkins  | Matthew Carnahan                       | 1,19 Mio.       |
| 14         | 2         | Das Ende der Dinosaurier | When Dinosaurs Ruled the Planet                | 20. Jan. 2013        | 14. Nov. 2013                         | Stephen Hopkins  | David Walpert                          | 0,89 Mio.       |
| 15         | 3         | Männerabend              | Man–date                                       | 27. Jan. 2013        | 21. Nov. 2013                         | Stephen Hopkins  | Matthew Carnahan                       | 1,14 Mio.       |
| 16         | 4         | Der Damon-Deal           | Damonschildren.org                             | 10. Feb. 2013        | 21. Nov. 2013                         | Stephen Hopkins  | Matthew Carnahan                       | 0,92 Mio.       |
| 17         | 5         | Die schüchterne Sarah    | Sincerity is an Easy Disguise in This Business | 17. Feb. 2013        | 28. Nov. 2013                         | Anton Cropper    | Karen Gist                             | 0,79 Mio.       |
| 18         | 6         | Familienwerte            | Family Values                                  | 24. Feb. 2013        | 28. Nov. 2013                         | Stephen Hopkins  | Wesley S. Nickerson III                | 0,77 Mio.       |
| 19         | 7         | Das Sextape              | The Runner Stumbles                            | 3. März 2013         | 5. Dez. 2013                          | Stephen Hopkins  | Matthew Carnahan                       | 0,95 Mio.       |
| 20         | 8         | Der Dildo-König          | Wonders of the World                           | 10. März 2013        | 5. Dez. 2013                          | David Von Ancken | David Walpert                          | 0,86 Mio.       |
| 21         | 9         | Reich und jung und schön | Liability                                      | 17. März 2013        | 12. Dez. 2013                         | Stephen Hopkins  | Karen Gist                             | 0,80 Mio.       |
| 22         | 10        | Die Exit-Strategie       | All In                                         | 24. März 2013        | 12. Dez. 2013                         | Adam Bernstein   | Wesley S. Nickerson III & Theo Travers | 0,77 Mio.       |
| 23         | 11        | Feindliche Übernahme     | Hostile Takeover                               | 31. März 2013        | 19. Dez. 2013                         | Stephen Hopkins  | Wesley S. Nickerson III & Theo Travers | 0,78 Mio.       |
| 24         | 12        | Drei Wörter              | Til Death Do Us Part                           | 7. Apr. 2013         | 19. Dez. 2013                         | Stephen Hopkins  | Matthew Carnahan & David Walpert       | 0,86 Mio.       |

## Staffel 3
Die Erstausstrahlung der dritten Staffel war vom 12. Januar bis zum 6. April 2014 auf dem US-amerikanischen Kabelsender Showtime zu sehen. Die deutschsprachige Erstausstrahlung sendete der Pay-TV-Sender AXN vom 11. November bis zum 16. Dezember 2014.
| Nr. (ges.) | Nr. (St.) | Deutscher Titel         | Originaltitel | Erstausstrahlung USA | Deutschsprachige Erstausstrahlung (D) | Regie                    | Drehbuch                | Zuschauer (USA) |
| ---------- | --------- | ----------------------- | ------------- | -------------------- | ------------------------------------- | ------------------------ | ----------------------- | --------------- |
| 25         | 1         | Schutt und Asche        | Wreckage      | 12. Jan. 2014        | 11. Nov. 2014                         | Stephen Hopkins          | Matthew Carnahan        | 0,84 Mio.       |
| 26         | 2         | Nicht totzukriegen      | Power         | 19. Jan. 2014        | 11. Nov. 2014                         | Stephen Hopkins          | Matthew Carnahan        | 0,79 Mio.       |
| 27         | 3         | Das Rainmaker-Comeback  | Boom          | 26. Jan. 2014        | 18. Nov. 2014                         | Stephen Hopkins          | David Walpert           | 0,74 Mio.       |
| 28         | 4         | Nackt auf dem Rücksitz  | Associates    | 2. Feb. 2014         | 18. Nov. 2014                         | Don Cheadle              | David Walpert           | 0,65 Mio.       |
| 29         | 5         | Jeder Tag wie Krieg     | Soldiers      | 9. Feb. 2014         | 25. Nov. 2014                         | Stephen Hopkins          | Jessica Borsiczky       | 0,85 Mio.       |
| 30         | 6         | Schokolade für den Hund | Middlegame    | 16. Feb. 2014        | 25. Nov. 2014                         | Stephen Hopkins          | Wesley S. Nickerson III | 0,82 Mio.       |
| 31         | 7         | Sie nennen ihn Michelle | Pushback      | 23. Feb. 2014        | 2. Dez. 2014                          | Uta Briesewitz           | Taii K. Austin          | 0,80 Mio.       |
| 32         | 8         | Fruchtbar in Chicago    | Brinkmanship  | 9. März 2014         | 2. Dez. 2014                          | Daisy Von Scherler Mayer | Theo Travers            | 0,64 Mio.       |
| 33         | 9         | Der Compton-Trip        | Zhang         | 16. März 2014        | 9. Dez. 2014                          | Stephen Hopkins          | Wesley S. Nickerson III | 0,73 Mio.       |
| 34         | 10        | Schüsse in der Nacht    | Comeuppance   | 23. März 2014        | 9. Dez. 2014                          | Stephen Hopkins          | David Walpert           | 0,52 Mio.       |
| 35         | 11        | Männer mit Möpsen       | Together      | 30. März 2014        | 16. Dez. 2014                         | Stephen Hopkins          | David Walpert           | 0,76 Mio.       |
| 36         | 12        | Allein in der Wüste     | Joshua        | 6. Apr. 2014         | 16. Dez. 2014                         | Matthew Carnahan         | Matthew Carnahan        | 0,67 Mio.       |

## Staffel 4
Die Erstausstrahlung der vierten Staffel fand vom 11. Januar bis zum 29. März 2015 auf dem US-amerikanischen Kabelsender Showtime statt. Die deutsche Erstausstrahlung sendete der Pay-TV-Sender AXN vom 13. Januar bis zum 31. März 2015.
| Nr. (ges.) | Nr. (St.) | Deutscher Titel                     | Originaltitel                                                                                   | Erstausstrahlung USA | Deutschsprachige Erstausstrahlung (D) | Regie                    | Drehbuch                | Zuschauer (USA) |
| ---------- | --------- | ----------------------------------- | ----------------------------------------------------------------------------------------------- | -------------------- | ------------------------------------- | ------------------------ | ----------------------- | --------------- |
| 37         | 1         | Herzlichen Glückwunsch!             | At the End of the Day, Reality Wins                                                             | 11. Jan. 2015        | 27. Okt. 2015                         | Matthew Carnahan         | Matthew Carnahan        | 0,72 Mio.       |
| 38         | 2         | Ich bin ein gottverdammter Skorpion | I’m a Motherfucking Scorpion, That’s Why                                                        | 18. Jan. 2015        | 27. Okt. 2015                         | Daisy Von Scherler Mayer | David Walpert           | 0,57 Mio.       |
| 39         | 3         | Oscar Wilde hatte recht             | Entropy is Contagious                                                                           | 25. Jan. 2015        | 3. Nov. 2015                          | Daisy Von Scherler Mayer | Matthew Carnahan        | 0,65 Mio.       |
| 40         | 4         | Der Gott der Elektroautos           | We Can Always Just Overwhelm the Vagus Nerve with Another Sensation                             | 1. Feb. 2015         | 3. Nov. 2015                          | Victor Nelli, Jr.        | David Walpert           | 0,44 Mio.       |
| 41         | 5         | Verbrannte Erde                     | The Urge to Save Humanity is Almost Always a Front for the Urge to Rule                         | 8. Feb. 2015         | 10. Nov. 2015                         | Don Cheadle              | Wesley S. Nickerson III | 0,56 Mio.       |
| 42         | 6         | Wir sind nicht die Beatles          | Trust Me, I’m Getting Plenty of Erections                                                       | 15. Feb. 2015        | 10. Nov. 2015                         | John Dahl                | Jessica Borsiczky       | 0,48 Mio.       |
| 43         | 7         | Der nächste Olivenzweig…            | The Next Olive Branch Goes Straight Up Your Ass                                                 | 1. März 2015         | 17. Nov. 2015                         | Michael Uppendahl        | Taii K. Austin          | 0,62 Mio.       |
| 44         | 8         | Wenn Träume in Erfüllung gehen      | He Didn’t Mean That, Natalie Portman                                                            | 8. März 2015         | 17. Nov. 2015                         | Michael Winterbottom     | Taii K. Austin          | 0,65 Mio.       |
| 45         | 9         | Schaukeln oder Zerquetschen?        | We’re Going to Build a Mothership and Rule the Universe                                         | 15. März 2015        | 24. Nov. 2015                         | Michael Uppendahl        | Theo Travers            | 0,72 Mio.       |
| 46         | 10        | Lobet den Mammon!                   | Praise Money! Hallowed be Thy Name                                                              | 22. März 2015        | 24. Nov. 2015                         | Michael Lehmann          | Wesley S. Nickerson III | 0,59 Mio.       |
| 47         | 11        | Die Frau des Jahres                 | Everything’s So Fucking Obvious, I’m Starting to Wonder Why We’re Even Having This Conversation | 29. März 2015        | 1. Dez. 2015                          | Daisy Von Scherler Mayer | David Walpert           | 0,50 Mio.       |
| 48         | 12        | Schwere Geburt                      | It’s a Box Inside a Box Inside a Box, Dips…                                                     | 29. März 2015        | 1. Dez. 2015                          | Matthew Carnahan         | Matthew Carnahan        | 0,50 Mio.       |

## Staffel 5
Die Erstausstrahlung der fünften Staffel fand vom 10. April bis zum 12. Juni 2016 auf dem US-amerikanischen Kabelsender Showtime statt. Die deutsche Erstausstrahlung sendete der Pay-TV-Sender AXN vom 25. Oktober bis zum 12. Juni 2016.
| Nr. (ges.) | Nr. (St.) | Deutscher Titel              | Originaltitel                   | Erstausstrahlung USA | Deutschsprachige Erstausstrahlung (D) | Regie                    | Drehbuch                                | Zuschauer (USA) |
| ---------- | --------- | ---------------------------- | ------------------------------- | -------------------- | ------------------------------------- | ------------------------ | --------------------------------------- | --------------- |
| 49         | 1         | Ich bin, was ich besitze     | Creative Destruction Phenomenon | 10. Apr. 2016        | 25. Okt. 2016                         | Matthew Carnahan         | Matthew Carnahan                        | 0,399 Mio.      |
| 50         | 2         | Der Hexenmeiste              | Game Theory                     | 17. Apr. 2016        | 25. Okt. 2016                         | Don Cheadle              | David Walpert                           | 0,418 Mio.      |
| 51         | 3         | Ayahuasca                    | Holacracy                       | 24. Apr. 2016        | 1. Nov. 2016                          | Daisy von Scherler Mayer | Matthew Carnahan                        | 0,308 Mio.      |
| 52         | 4         | Der Babyflüsterer            | End State Vision                | 1. Mai 2016          | 1. Nov. 2016                          | Daisy von Scherler Mayer | David Walpert                           | 0,357 Mio.      |
| 53         | 5         | Gold aus Scheiße             | Above Board Metrics             | 8. Mai 2016          | 8. Nov. 2016                          | Gary B. Goldman          | Wesley S. Nickerson III                 | 0,258 Mio.      |
| 54         | 6         | Fehler im Blackground        | Johari Window                   | 15. Mai 2016         | 8. Nov. 2016                          | Don Cheadle              | Theo Travers                            | 0,383 Mio.      |
| 55         | 7         | Breit wie ein Elefantenarsch | One-Eighty                      | 22. Mai 2016         | 15. Nov. 2016                         | Jessica Borsiczky        | Jessica Borsiczky                       | 0,256 Mio.      |
| 56         | 8         | Wir machen das fürs Geld     | Tragedy of the Commons          | 29. Mai 2016         | 15. Nov. 2016                         | Craig Zisk               | Sarah Walker                            | 0,243 Mio.      |
| 57         | 9         | Die Welt ist ein Dschungel   | Violent Agreement               | 5. Juni 2016         | 22. Nov. 2016                         | Helen Hunt               | David Walpert & Wesley S. Nickerson III | 0,304 Mio.      |
| 58         | 10        | No es fácil                  | No Es Facil                     | 12. Juni 2016        | 22. Nov. 2016                         | Matthew Carnahan         | Matthew Carnahan                        | 0,307 Mio.      |